# Cercomacroides
Cercomacroides é um gênero de aves passeriformes pertencente à família Thamnophilidae. O gênero possui seis espécies, distribuídas desde o sul do México até norte da Bolívia, incluindo o Brasil. As espécies do gênero são, comumente, denominadas chororós.

## Taxonomia
As espécies foram anteriormente classificadas no gênero Cercomacra. Em 2014, um estudo filogenético molecular descobriu que este gênero, como então definido, era polifilético. Este foi dividido para criar gêneros monofiléticos e seis destas espécies foram movidas ao gênero Cercomacroides, recentemente criado, com o chororó-escuro como espécie-tipo.

## Espécies
| Nome comum            | Nome científico           | Autoridade            | Distribuição                                                           |
| --------------------- | ------------------------- | --------------------- | ---------------------------------------------------------------------- |
| Chororó-didi          | Cercomacroides laeta      | Todd, 1920            | Brasil e Guiana                                                        |
| Chororó-colombiano    | Cercomacroides parkeri    | Graves, 1997          | Colômbia                                                               |
| Chororó-negro         | Cercomacroides nigrescens | Cabanis & Heine, 1859 | Brasil, Peru, Bolívia, Equador, Colômbia, Suriname, Guiana Francesa    |
| Chororó-negro-do-acre | Cercomacroides fuscicauda | Zimmer, 1931          | Brasil, Peru, Bolívia, Equador, Colômbia,                              |
| Chororó-escuro        | Cercomacroides tyrannina  | Sclater, 1855         | México, América Central, Venezuela, Colômbia, Brasil, Guianas, Equador |
| Chororó-preto         | Cercomacroides serva      | Temminck, 1822        | Colômbia, Equador, Brasil, Peru, Bolívia                               |